# 岩下清伸
岩下 清伸（いわした せいしん、1973年7月7日 - ）は、作家・日本の武道家（極真空手八段）。宮崎県都城市出身。一般社団法人ワールド極真会空手連盟の館長。身長176cm、体重98kg。在名古屋カンボジア王国名誉領事館 統括顧問・日本ナイジェリア協会 最高顧問・Apollon Foundationエグゼクティブ顧問・カンボジア法務警察副長官補佐官（2024年7月）。

## 人物・略歴
1973年7月7日宮崎県都城市高崎にて出世。
1976年 宮崎県から岐阜県岐阜市に移住。
1981年 同級生が通っていた空手道場に格好良さを抱き地元の空手道場に通い始める。
1983年 少年期は軟弱だった為、実母に背中を押され井脇ノブ子(元小泉内閣衆議院議員)が開催する「少年の船」教育プログラムに参加する。船旅の道中で組まれた厳しい修行の中で何段階も大きく成長を遂げ体力とともに精神も強くなる機会に恵まれた。
1986年〜1988年、空手バカ一代の本に魅了され道場で鍛錬。極真空手の創立者である大山倍達門下である柳渡聖人（やなぎわたり　せいじ）が率いる極真会館岐阜支部（当時）に入会。極真空手道を深く長く歩む事になる。
1991年　カナダのバンクーバーに渡りANDREY・COULOMBE（アンドレイ・コロムベ）支部長が率いる極真会館カナダ支部（当時）に移籍。
1992年 初段昇格。
1994年　極真会館創立者である大山倍達総裁が肺癌の為に死去。
1995年　極真会館総本部が分裂。所属していた支部が会派には参加せず 海外団体 WORLD KYOKUSHIN KAI KARATE ORGANIZATIONとして孤立の道を選択した為、そのまま継続し日本で岩下道場を設立。
1997年　WORLD KYOKUSHIN KAI KARATE ORGANIZATIONの連盟として傘下団体の正慎会館を設立。
2000年　正慎会館を新・国際空手道連盟 正慎会館に改名(2012年よりワールド正慎会館空手連盟と改める)。
2008年　WORLD KYOKUSHIN KAI KARATE ORGANIZATIONの最高顧問に抜擢、六段昇格。
2010年　General HING BUN HIENG閣下が率いるカンボジア王国フン・セン首相官邸特殊部隊　指導　【軍称号取得】在名古屋カンボジア王国名誉領事館　統括顧問に抜擢される。カンボジア プラダル・セレイに技術指導。
2012年　再度、WORLD KYOKUSHIN KAI KARATE ORGANIZATIONの7 SAMURAI DOJOにて六段昇格。
2013年 隼源史(元プロ空手家)と一緒に修行。竜爪術、円明流ヌンチャク道などを教わる。
2015年8月8日 兄弟子であるANDREY COULOMBE (旧極真会館カナダ支部長)と血判状を結束しワールド極真会空手連盟の後継者となる。
2018年 中村抜刀道悟道館　河村輝山 館長より受講。
2018年 六段位から10年を経て連盟より七段位に昇段。
2022年 1月 日本武道や東南アジア武術などを学べる場として日本全武道連盟を設立。同年、6月はスイスやオランダなどで武道セミナーが開催された。
2024年 カンボジア王国法務警察副長官補佐官に就任。同時にNGOカンボジア王国国民救済協力クロムの本部長に就任。
2025年 カンボジア貿易会社INTERNEX 監査役就任。
2025年 カンボジア貿易会社 GIEN COOPORATION 代表取締役。
現在は、岐阜県に本部を持ち日本で活動。海外においては60か国に支部を開設。多くの国で一般から政府機関（警察・軍隊・特殊部隊）などを指導している。

## 親族
- 実父: 日本の作詩作曲家  宮田せいじ  （みやた せいじ）【本名 川口澄倨 かわぐち すみきよ】日本音楽著作権協会元評議員 (正会員) 2021年2月22日79歳永眠[3]。
- 親戚:  日本の政治家 坂元親男 （さかもと　ちかお）竹下内閣の北海道開発庁長官兼沖縄開発庁長官　1998年4月17日永眠。

## 実績
- 極真空手の史上最強の空手を追究する為、柔術や居合術などを数多くの武道を学び、世界に渡り地下格闘家やプロファイターとも幾度も拳を交えた。一身上の事情により、表舞台の大会には参加せず影で実践の実力を磨きあげた。2006年12月ミリオン出版社発行の実話ナックルズや中部経済界発行の情報誌等でも紹介され全国で地下格闘家としても異名を持った[4] [5]。

## 本人出演
- おはよう・にっぽん
- 名古屋テレビぐっとイブニング
- ニュースウオッチ9
- 岐阜放送
- イタリア samurai TV
- ネパールTV放送
- イランTV放送
- パキスタンTV OITV O42 NEWS
- オーストリアTV
- FMわっち78.5MHz
- テレビ東京  (週刊AKB)
- CBCテレビ

### 新聞・雑誌・書籍
- ミリオン出版 実話ナックルズ[注釈 2]
- 中部経済界 [注釈 3]
- 陸上競技マガジン[注釈 4]
- 岐阜新聞（岐阜新聞2019年2月6日）[注釈 5] [注釈 6] [注釈 7]
- 読売新聞
- 実話ドキュメント
- 我が人生に空手あり（2022年1月18日発行Amazon Kindle）

ASIN B09QQN8HJV【2022年1月20日発売】
- イラン:TV／スポーツ省新聞
- パキスタン:O42TV／新聞／雑誌
- アルジェリア:TV／新聞
- オーストリア:TV／新聞
- カナダ:雑誌
- ネパール:TV／雑誌／新聞
- インド:新聞
- スイス:新聞／雑誌
- スリランカ:TV／新聞／雑誌
- リビア:TV／新聞／雑誌
- ブラジル:TV／新聞／雑誌
- エジプト:新聞

### イタリア
- TV: Samurai - Bushido pugilato [注釈 8]
- 雑誌: Samurai - Bushido pugilato[注釈 9]
- 雑誌: Samurai - Bushido pugilato[注釈 10]
- 雑誌: IKM international kung-fu magazine [注釈 11]
- IKM international kung-fu magazine [注釈 12]

## セミナー歴
2014年イランセミナー（テヘラン市内）
2015年オーストリア（ヴェナ市内）
2016年イランセミナー（テヘラン市内）
2017年パキスタンセミナー（ラホール市内）
2019年10月ネパールセミナー（カトマンズ市内）
2020年1月ネパールセミナー（カトマンズ市内）
2022年 ネザーランド（スチーダム市内）・スイスセミナー（チューリッヒ・ワルド市内）

## 経験した武道
- 空手   糸東流 剛柔流 松濤館流 小林流 極真会館 その他
- 柔術 （岐阜県）
- プラダル・セレイ   （カンボジア）マ・サライ氏が率いるジムにて
- 八光流柔術 （岐阜県）
- カポエイラ    （岐阜県）
- キックボクシング K-1 （愛知県）元K1王者とレネ・ローゼ (格闘家)とトーマス・スタンレーと共に強化トレーニングパートナーとして参加。
- ムエタイ （タイ）
- 総合格闘技 （カナダ）
- 軍隊戦術 （カナダ）（アメリカ)
- 無手術柔術 （岐阜県）
- 古武道（アメリカ・フロリダ州）
- 中村抜刀道 （岐阜県）河村輝山　館長より
- 戸山流 美濃羽会（岐阜県）美濃羽　等　館長より
- 柳生心眼流居合（三重県）
- 柳生新陰流 （愛知県）（アメリカ）
- ボッカタオ （カンボジア）
- プラダル・セレイ （カンボジア）
- 借力 （韓国・仁川）
- ラウェイ （ミャンマー・ヤンゴン）
- 躰道 （愛知県）
- 相撲 （岐阜県）岐阜市立岐阜商業高等学校
- 無刀口伝剣術（アメリカ・フロリダ州）

(その他)